# Rzekotka sosnowa
Rzekotka sosnowa (Dryophytes femoralis) – gatunek płaza bezogonowego z rodziny rzekotkowatych (Hylidae).

## Występowanie
Zamieszkuje południowo-wschodnie wybrzeże Stanów Zjednoczonych Ameryki. Lokalizacja typowa to Charleston, Karolina Południowa, USA.
Jej siedlisko to lasy, stepy i bagna. Zwierzę bytuje na drzewach i krzewach.

## Status
Rzekotka sosnowa jest pospolita na wielu terenach. Jej populacja utrzymuje się na stałym poziomie, nie wykazując wzrostu ani spadku. W związku z powyższym gatunek nie jest zagrożony wymarciem i nie istnieje konieczność ochrony tego płaza.